# San Fernando (subdelegación)
San Fernando fue una de las subdelegaciones que integró el antiguo departamento de San Fernando. Fue integrada por cinco distritos.
El territorio de la subdelegación fue organizado por decreto del presidente José Joaquín Pérez Mascayano el 14 de agosto de 1867. Se suprimió con la Constitución de 1980.

## Historia
La subdelegación fue creada por decreto supremo del 14 de agosto de 1867, que divide el departamento de San Fernando en veinte subdelegaciones. El documento determina así sus límites:

Al norte, por el estero de Antivero; al sur, por el río Tinguiririca; al oeste, por el cordón de los cerros de la Ramada, la Palma y Nincunlauta, desde la puntilla del Mogote hasta que se junta con el estero; y al este, por la calle que va desde el mismo estero hasta la Alameda, frente a la de Valdivia, toda la extensión de ésta hasta el camino de Nancagua, frente a la chacra de los Palacios, continuando el límite hacia el oriente por este camino hasta que encuentra al de la Frontera y siguiendo por el último en línea recta hasta el río Tinguiririca.

Se dividió en cinco distritos: 1.º del Pueblo; 2.º del Pueblo; 3.º Nicunlauta; 4.º del Pueblo y 5.º del Pueblo.
Por decreto del 22 de diciembre de 1891 fueron creadas varias comunas en el departamento de San Fernando, entre ellas la comuna de San Fernando, a la que pasó a pertenecer la subdelegación homónima.
El Decreto con Fuerza de Ley N.º 8.583 del 30 de diciembre de 1927 redistribuye el territorio del departamento de San Fernando, y la subdelegación de San Fernando es fusionada con las de La Estación, El Crucero, Roma, Talcarehue, Tinguiririca, San Luis y el distrito de Manantiales, que pertenecía a la subdelegación de Placilla.

La subdelegación fue suprimida por la Constitución de 1980.

## Administración
La administración del territorio estaba a cargo del subdelegado, subordinado al gobernador departamental y nombrado por él. Duraban dos años en el cargo, aunque también podían ser nombrados indefinidamente. Podían ser removidos por el gobernador, quien debía dar cuenta de esto al intendente provincial. Los distritos, en tanto, eran regidos por un inspector, quien respondía a las órdenes del subdelegado, quien tenía la potestad de nombrarlos o removerlos dando cuenta al gobernador departamental.